# Rhacodactylus leachianus
El gecko forestal gigante de Nueva Caledonia (Rhacodactylus leachianus) es una especie de geco de la familia Diplodactylidae endémico de las selvas de Nueva Caledonia en la isla de Pinos e islas Belep.

## Subespecies
- Rhacodactylus leachianus aubrianus Bocage 1873
- Rhacodactylus leachianus henkeli Seipp & Obst 1994
- Rhacodactylus leachianus leachianus (Cuvier 1829)